# Llista de guardonats del Prix de Lausanne Apprentice Scholarship
A continuació es detallen els premiats en el Premi de Lausanne en la categoria de Apprenticeship (Apprentice Scholarship) ó Premi de taller escolar com a aprenent a Lausanne, des de 1999:

| Any  | Guardonat                     | Escola                                                       | Nacionalitat  |
| ---- | ----------------------------- | ------------------------------------------------------------ | ------------- |
| 2015 | Julian MacKay                 |                                                              | Estats Units  |
| 2015 | Rina Kanehara                 |                                                              | Japó          |
| 2015 | Miguel Pinheiro               |                                                              | Portugal      |
| 2015 | Mitsuru Ito                   |                                                              | Japó          |
| 2015 | Jisoo Park                    |                                                              | Corea del Sud |
| 2015 | Harrison Lee                  |                                                              | Austràlia     |
| 2014 | Precious Adams                | Bolshoi Ballet Academy, Moscou                               | Estats Units  |
| 2014 | David Fernando Navarro Yudes  | Princess Grace Academy, Montecarlo                           | Espanya       |
| 2014 | Garegin Pogossian             | Conservatoire National Supérieur de Musique et de dance, Lió | França        |
| 2014 | Mikio Kato                    | Princess Grace Academy, Montecarlo                           | Japó          |
| 2013 | Adhonay Silva                 |                                                              | Brasil        |
| 2013 | Francisco Sebastião           |                                                              | Portugal      |
| 2013 | Joel Woellner                 |                                                              | Austràlia     |
| 2013 | Li Wentao                     |                                                              | Xile          |
| 2013 | Masaya Yamamoto               |                                                              | Japó          |
| 2012 | Edson Barbosa                 |                                                              | Brasil        |
| 2012 | Le Wang                       |                                                              | Xile          |
| 2012 | Madoka Sugai                  |                                                              | Japó          |
| 2012 | Michael Gruenecker            |                                                              | Alemanya      |
| 2012 | Mingxuan Wang                 |                                                              | Xile          |
| 2012 | Sonia Vinograd                |                                                              | Espanya       |
| 2011 | Mayara Magri                  |                                                              | Brasil        |
| 2010 | Aaron Sharratt                |                                                              | Estats Units  |
| 2010 | Cristian Emanuel Amuchastegui |                                                              | Argentina     |
| 2010 | Francisco Mungamba Reina      |                                                              | Espanya       |
| 2010 | Lewis Turner                  |                                                              | Regne Unit    |
| 2009 | Rina Nemoto                   |                                                              | Japó          |
| 2009 | Sebastian Concha Vinet        |                                                              | Chili         |
| 2009 | Tatsuki Takada                |                                                              | Japó          |
| 2008 | Irlan Silva                   |                                                              | Brasil        |
| 2008 | Kyle Davis                    |                                                              | Estats Units  |
| 2007 | Mai Kono                      |                                                              | Japó          |
| 2006 | Sergiy Polunin                |                                                              | Ucraïna       |
| 2005 | Jin Young Won                 |                                                              | Corea del Sud |
| 2004 | Alex Wong                     |                                                              | Canadà        |
| 2004 | Andriy Pisaryev               |                                                              | Ucraïna       |
| 2004 | Gakuro Matsui                 |                                                              | Japó          |
| 2003 | Celisa Diuana                 |                                                              | Brasil        |
| 2003 | Keigo Fukuda                  |                                                              | Japó          |
| 2003 | Sung Min Kim                  |                                                              | Corea del Sud |
| 2002 | Dinu Tamazlacaru              |                                                              | Moldàvia      |
| 2002 | Maria Kochetkova              |                                                              | Rússia        |
| 2002 | Vitali Safronkine             |                                                              | Rússia        |
| 2002 | Yuhui Choe                    |                                                              | Corea del Sud |
| 2001 | Misa Kuranaga                 |                                                              | Japó          |
| 2001 | Natalia Domratcheva           |                                                              | Ucraïna       |
| 2001 | Ryoichi Hirano                |                                                              | Japó          |
| 2001 | Sarawanee Tanatanit           |                                                              | Tailàndia     |
| 2000 | Jeroen Verbruggen             |                                                              | Bèlgica       |
| 2000 | Masayoshi Onuki               |                                                              | Japó          |
| 1999 | Davit Karapetyan              |                                                              | Armènia       |
| 1999 | Kenta Kojiri                  |                                                              | Japó          |
| 1999 | Pierre Pontvianne             |                                                              | França        |